# Pisaras
Pisaras (en chuukés: Piherarh) es un municipio de Estados Federados de Micronesia, en el estado de Chuuk.